# Gemeine Dornschrecke
Die Gemeine Dornschrecke (Tetrix undulata) ist eine Kurzfühlerschrecke aus der Familie der Dornschrecken (Tetrigidae). Die Art ist in West- und Mitteleuropa weit verbreitet.

## Merkmale
Die Tiere werden 6 bis 12 Millimeter lang. Wie auch bei den anderen Dornschrecken ist die Körpergrundfarbe sehr variabel. Die meisten Tiere sind gelb- bis graubraun und haben eine dunkle Marmorierung. Der Körperbau ist bezüglich der Flügel ebenfalls variabel. Meist sind Pronotum und Flügel verkürzt, vereinzelt kann man aber auch langflügelige Individuen mit einem verlängerten Pronotum beobachten. Die Glieder der Fühler sind ein- bis zweimal so lang wie breit. Die Schenkel (Femora) des mittleren Beinpaares sind ungefähr so lang wie die Vorderflügel, die Schenkel der Hinterbeine über dreimal länger als breit. 
Die Art kann vor allem mit der ähnlichen Zweifleck-Dornschrecke (Tetrix bipunctata) verwechselt werden. Die Gemeine Dornschrecke besitzt aber einen schlankeren Körperbau, der Mittelkiel des Pronotums ist weniger stark aufgewölbt. Auch die Vorderflügel sind bei ihr breit und enden in einer stumpfen, asymmetrischen Spitze, wohingegen T. bipunctata schmale, elliptische Vorderflügel mit einer symmetrischen Spitze aufweist. Die Tarsen der Hinterbeine besitzen bei T. undulata statt eines schwachen Sägeprofils tiefe Einkerbungen. Von der Langfühler-Dornschrecke (Tetrix tenuicornis) kann man die Art durch die deutlich kürzeren Fühlerglieder und kürzeren Flügel unterscheiden.

## Vorkommen
Die Art ist in Europa verbreitet. Ihre Verbreitung reicht von Spanien über Frankreich, die Beneluxländer, die Britischen Inseln, Deutschland, Dänemark, den Süden Skandinaviens, die Südwestspitze Finnlands und Polen östlich bis zu den Baltischen Staaten, Belarus, die Ukraine, Rumänien und den europäischen Teil Russlands. Die Südgrenze ihrer Verbreitung verläuft durch die Provence, das Jura, den Süden Baden-Württembergs, entlang des Alpennordrandes und dem Norden Österreichs über den Westen Tschechiens und Polen. In den weiter östlich gelegenen Gebieten kommt die Art nur vereinzelt und isoliert vor. Im Norden Europas ist sie die häufigste Art der Familie. 
Die Gemeine Dornschrecke besiedelt vor allem feuchte und kühlere Habitate, wie etwa Moore, Feuchtwiesen, Sandheiden, Sandgruben und Waldränder, kommt jedoch gelegentlich auch in Magerrasen vor. Sie benötigen lockere Vegetation und kleine, unbewachsene Bodenstellen.

## Lebensweise
Die Tiere ernähren sich herbivor von Moosen, Algen und Humus, seltener auch von jungen Gräsern. Die Weibchen legen ihre Eier von Mitte Mai bis Anfang August in Paketen von 10 bis 20 Stück zwischen Moose oder im unbewachsenen Boden ab. Die Nymphen benötigen ein bis zwei Jahre für ihre Entwicklung. Adulte Männchen sind 14 Tage nach der letzten Häutung geschlechtsreif. 
Bei den Weibchen gibt es in Abhängigkeit von der Photoperiode zwei Entwicklungsreihen. Weibchen, die sich unter Langtagbedingungen entwickeln und ab etwa Anfang August adult sind, werden noch im selben Jahr geschlechtsreif und legen ihre Eier ab. Die aus diesen schlüpfenden Nymphen überwintern bereits im dritten oder vierten Stadium und sind im späten Frühjahr bzw. im Frühsommer des nächsten Jahres adult. Weibchen, die sich hingegen unter Kurztagbedingungen entwickeln überwintern, bevor sie im Frühjahr geschlechtsreif werden. Sie legen dann ab Ende Juni ihre Eier ab. Die Tageslänge hat auch Einfluss auf das Wachstum der Nymphen. Bei Langtagen entwickeln sie sich schnell und ohne eine Diapause, bei Kurztagen wird die Entwicklung im dritten bis fünften Stadium gestoppt und die Tiere bereiten sich für die Überwinterung vor. Durch diese unterschiedlichen Entwicklungsebenen treten über das Jahr hinweg sämtliche Entwicklungsstadien gleichzeitig auf. 

## Balz und Paarung
Wie auch den übrigen Dornschrecken fehlen der Gemeinen Dornschrecke Stridulationsorgane, sodass sie keine Laute von sich geben können. Es ist jedoch anzunehmen, dass sie wie andere Dornschreckenarten über Vibrationen kommunizieren. Daneben sind auch visuelle Signale bei der Balz von Bedeutung. Bei der Paarung springen die Männchen auf den Rücken des Weibchens. Wenn das Weibchen das Männchen nicht durch Hinterschenkel-Bewegungen abwehrt, kommt es zur Paarung.